# 菅原希
菅原 希（すがわら のぞむ、1967年〈昭和42年〉5月21日 - ）は、日本の総務官僚。

## 来歴
岩手県西磐井郡花泉町（現・一関市）出身。岩手県立一関第一高等学校を経て、1990年（平成2年）、東北大学法学部を卒業し、総務庁に入庁。
入庁後、行政管理局管理官、行政評価局評価監視官、同政策評価課長、同行政相談課長、同総務課長、総務省大臣官房政策評価広報課長、同政策立案支援室長などを歴任。
2019年（令和元年）7月5日、内閣府大臣官房審議官（地方分権改革担当）兼内閣府地方分権改革推進室次長兼内閣官房内閣審議官（内閣官房副長官補付）に就任。
2020年（令和2年）7月20日、総務省大臣官房審議官（行政管理局担当）に就任。
2021年（令和3年）9月1日、デジタル庁統括官付審議官に就任。
2023年（令和5年）7月7日、行政評価局長に就任。